# Zbilidy
Zbilidy (en allemand : Rotneustift) est une commune du district de Jihlava, dans la région de Vysočina, en République tchèque. Sa population s'élevait à 218 habitants en 2024.

## Géographie
Zbilidy se trouve à 13 km à l'ouest-nord-ouest de Jihlava et à 100 km au sud-est de Prague.
La commune est limitée par Ústí au nord, par Šimanov et Vyskytná nad Jihlavou à l'est, par Ježená au sud-est, par Dušejov au sud, par Opatov et Dudín à l'ouest.

## Histoire
La première mention écrite de la localité date de 1341.

## Transports
Par la route, Zbilidy se trouve à 5,5 km de Telč, à 17 km de Jihlava et à 115 km de Prague.